# 日丽江
日丽江（越南语：／）是越南北中部的一条河流，发源于安南山脉，流经广平省丽水县、广宁县和洞海市，最终在洞海市注入北部湾:31。该江由建江和龙大江河流起来。总长85公里。越南流过的江河大多数向东南流，而该江则向东北流，因此得名“逆河”。在越南历史上，日丽江对阮主有重要的战略意义。